# 鶴田圭祐
鶴田 圭祐（つるた けいすけ、1994年5月12日 - ）は、滋賀県守山市出身の元プロ野球選手（投手）、野球指導者。左投左打。

## 経歴

### プロ入り前
守山市立守山小学校3年生の時に物部少年野球団で軟式野球を始め、守山市立守山南中学校時代は軟式の野洲ブレーブスに所属した。中学校卒業後は寒川高等学校に入学、硬式野球部に投手として所属したが1年秋に外野手に転向した。
高校卒業後は指定校推薦で帝京大学へ入学し、準硬式野球部に入部し投手に再転向した。スーパー銭湯でアルバイトをするなど普通の学生生活もおくりながら、限られた時間・場所の中で練習してきた。
2015年（大学3年）春の東都大学準硬式野球連盟2部リーグ戦では青山学院大学との対戦でノーヒットノーランを達成したが、準硬式2部の投手への注目は低かった。そのシーズンの入替戦で國學院大学に勝利して1部に昇格すると、同年秋のリーグ戦で149km/hを記録した。これがTwitterなどで話題となり、スカウトに注目されるようになった。
2016年夏頃から、準硬式球を封印し硬式球での練習に専念した。同年のプロ野球ドラフト会議において、東北楽天ゴールデンイーグルスから6巡目で指名され、契約金2500万円、年俸600万円（金額は推定）で契約を結んだ。背番号は「61」。12月23日には地元守山市にある守山市民ホールで開催された激励会に参加した。

### 楽天時代
2017年、春季キャンプは二軍スタートで、開幕も二軍で迎え、一軍での登板はなかったものの、二軍では14試合に登板し、防御率0.61の成績を残した。
2018年、二軍では1試合の登板にとどまり、10月30日に球団から戦力外通告を受け、育成選手として再契約された。
2019年、二軍で防御率0.00を記録しながらも8試合の登板にとどまり、再度の支配下登録を果たせぬまま、10月1日に球団から戦力外通告を受けた。

### 楽天退団後
2020年2月27日より、アメリカ・アリゾナ州での試合を通してプロ契約を目指す「アジアンブリーズ」に参加した。
同年5月5日に秋田県秋田市を本拠地とするクラブチームであるゴールデンリバースに加入したことがチームのTwitter上で発表された。
2025年3月13日、日本海リーグに今シーズンより準加盟するSHIGA HIJUMPSの投手コーチに4月1日付で就任することが発表された。

## 詳細情報

### 年度別投手成績
- 一軍公式戦出場なし

### 背番号
- 61 （2017年 - 2018年、2025年 -）
- 161 （2019年）

### 登場曲
- 「リベンジ」WANIMA（2018年 - ）